# Mari Boya
Mari Boya (Les, 13 aprile 2004) è un pilota automobilistico spagnolo,vice campione della Formula 4 spagnola nel 2020, mentre dal 2025 è membro dell'AMF1 Driver Development Programme.

## Carriera

### Kart e Formula 4
Nel 2015 Boya inizia a correre in kart, già al suo primo anno vince il Campionato Spagnolo nella classe cadetta e si ripete l'anno seguente. Nel 2018 conquista altri due campionati nella classe X30 Junior.
Nel 2020 passa alle corse in monoposto correndo nella Formula 4 spagnola per il team MP Motorsport. Durante la stagione ottiene tre vittorie e altri undici podi chiudendo secondo in campionato dietro a Kas Haverkort.

### Formula Regional

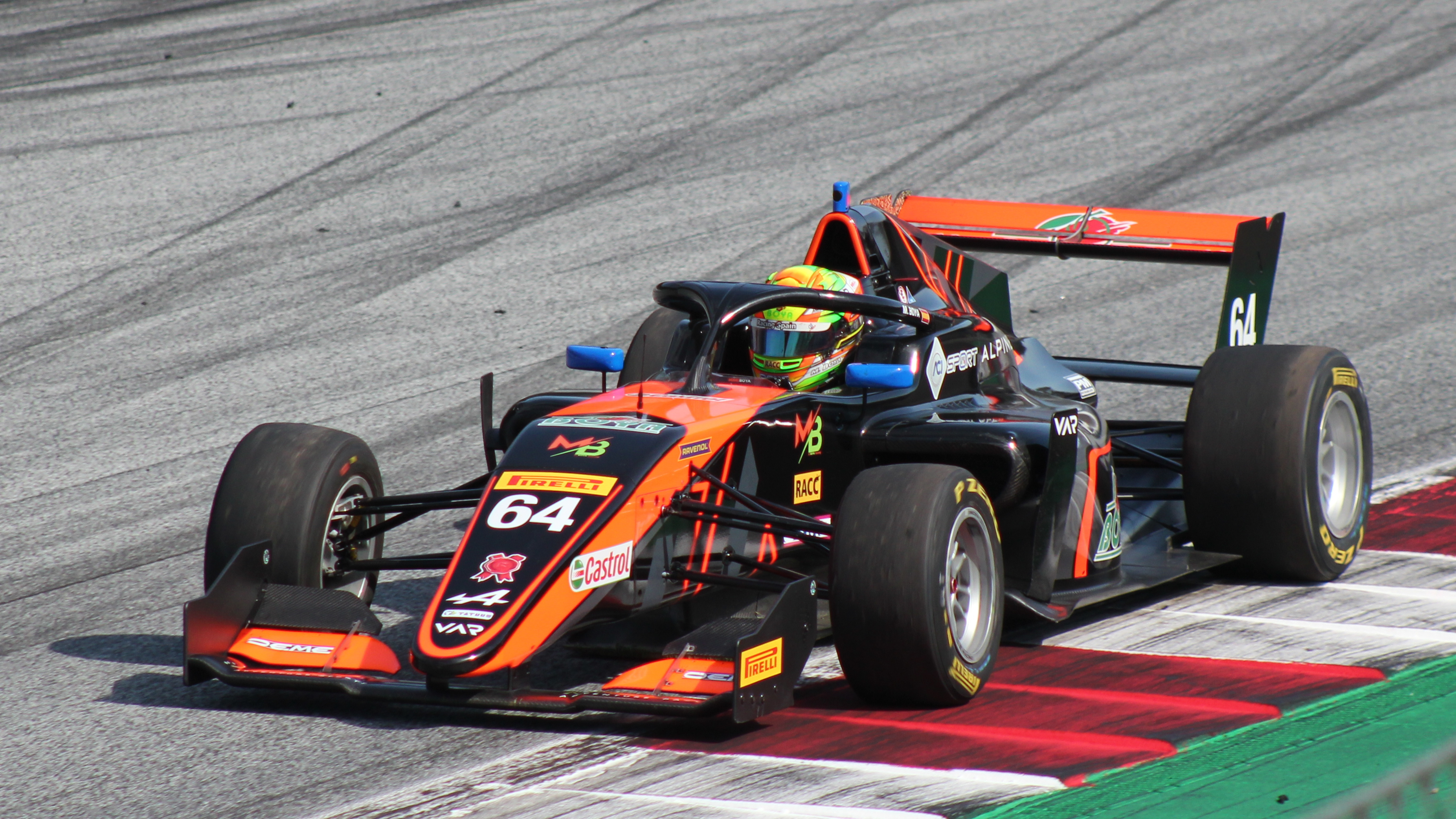
Mari Boya nel 2021 con il team Van Amersfoort Racing

Nel 2021 passa alla prima stagione della Formula 3 europea regionale, in un primo momento si iscrive con il team FA Racing ma prima della prima gara passa alla Van Amersfoort Racing. Nella sua prima stagione ottiene un solo podio a Valencia chiudendo quattordicesimo in classifica.
L'anno seguente continua nella serie passando all'ART Grand Prix. Con il team francese a Imola ottiene un altro podio nella serie, ma dopo il round del Hungaroring lascia l'ART per tornare con MP, team con cui Boya ha corso nella Formula 4 spagnola. Con il team olandese non ottiene altri risultati di rilievo e chiude decimo in classifica.
Nel inverno del 2024 prende parte con il team Pinnacle Motorsport alla Formula Regional Middle East.

### Formula 3

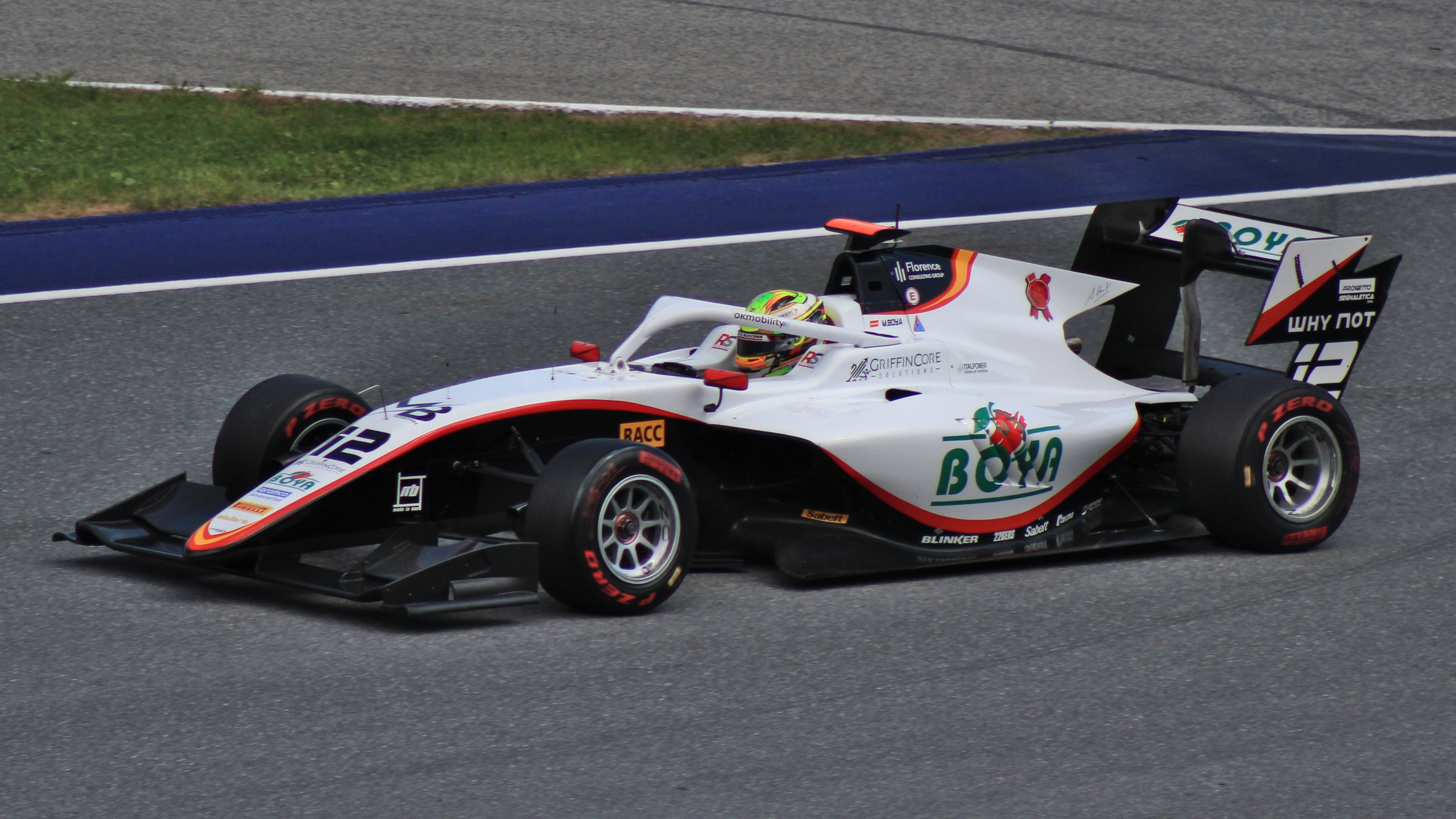
Mari Boya alla guida della Dallara F3 nel 2024

Per la stagione 2023 Boya rimane legato con il team MP Motorsport salendo di categoria nella Formula 3. Dopo un inizio complicato ottiene i suoi primi punti nei due round di casa a Barcellona. Torna a punti anche al Hungaroring, mentre nella prima corsa di Monza ottiene il suo primo podio arrivando terzo dietro Franco Colapinto e Gabriel Bortoleto. Lo spagnolo chiude la stagione al diciassettesimo posto con ventinove punti ottenuti. Nel novembre del 2023 prende parte al Gran Premio di Macao sempre con il team olandese.
Boya rimane per un'altra stagione in F3 passando al team spagnolo, Campos Racing. Sul circuito di casa, a Barcellona ottiene la vittoria in gara uno davanti a Alex Dunne. Nel resto della stagione non ottiene risultati rilevanti e chiude quindicesimo in classifica. Nel novembre dello stesso anno prende parte al Gran Premio di Macao con il team Pinnacle Motorsport.
Anche per la stagione 2025 rimane legato al team Campos in F3.

### Formula 1
Il 24 giugno 2025 viene annunciato il suo ingaggio da parte della Aston Martin, entrando a far parte del programma dei giovani piloti del team di Silverstone.

## Risultati

### Riassunto della carriera
| Stagione | Serie                       | Team                  | Gare | Vittorie | Pole | G.V | Podi | Punti | Pos. |
| -------- | --------------------------- | --------------------- | ---- | -------- | ---- | --- | ---- | ----- | ---- |
| 2020     | Formula 4 spagnola          | MP Motorsport         | 21   | 3        | 3    | 4   | 14   | 272   | 2°   |
| 2021     | Formula 3 europea regionale | Van Amersfoort Racing | 20   | 0        | 0    | 0   | 1    | 51    | 14°  |
| 2022     | Formula 3 europea regionale | ART Grand Prix        | 12   | 0        | 0    | 2   | 1    | 69    | 10°  |
| 2022     | Formula 3 europea regionale | MP Motorsport         | 8    | 0        | 0    | 0   | 0    | 69    | 10°  |
| 2023     | Formula 3                   | MP Motorsport         | 18   | 0        | 0    | 0   | 1    | 29    | 17°  |
| 2023     | Eurocup-3                   | MP Motorsport         | 16   | 5        | 5    | 2   | 9    | 243   | 2°   |
| 2024     | Formula 3                   | Campos Racing         | 20   | 1        | 0    | 1   | 1    | 45    | 15°  |
| 2025     | Formula 3                   | Campos Racing         | 15   | 1        | 0    | 1   | 4    | 85*   |      |

* Stagione in corso.

### Risultati in Formula 4 spagnola
(legenda) (Le gare in grassetto indicano la pole position) (Le gare in corsivo indicano Gpv)
| Stagione | Team          | 1   | 2   | 3   | 4   | 5   | 6   | 7   | 8   | 9   | 10  | 11  | 12  | 13  | 14  | 15  | 16  | 17  | 18  | 19  | 20  | 21  | Punti | Pos. |
| -------- | ------------- | --- | --- | --- | --- | --- | --- | --- | --- | --- | --- | --- | --- | --- | --- | --- | --- | --- | --- | --- | --- | --- | ----- | ---- |
| 2020     | MP Motorsport | NAV | NAV | NAV | LEC | LEC | LEC | JER | JER | JER | CRT | CRT | CRT | ARA | ARA | ARA | JAR | JAR | JAR | CAT | CAT | CAT | 383   | 2°   |
| 2020     | MP Motorsport | 2   | 9   | 4   | 3   | 2   | 3   | 1   | 18† | 2   | 7   | 4   | 2   | 1   | 1   | 3   | 3   | 9   | 4   | 3   | 3   | 3   | 383   | 2°   |

### Risultati in Formula 3 regionale europea
(legenda) (Le gare in grassetto indicano la pole position) (Le gare in corsivo indicano Gpv)
| Stagione | Team                                        | 1   | 2   | 3   | 4   | 5   | 6   | 7   | 8   | 9   | 10  | 11  | 12  | 13  | 14  | 15  | 16  | 17  | 18  | 19  | 20  | Punti | Pos. |
| -------- | ------------------------------------------- | --- | --- | --- | --- | --- | --- | --- | --- | --- | --- | --- | --- | --- | --- | --- | --- | --- | --- | --- | --- | ----- | ---- |
| 2021     | Van Amersfoort Racing                       | IMO | IMO | CAT | CAT | MON | MON | LEC | LEC | ZAN | ZAN | SPA | SPA | RBR | RBR | VAL | VAL | MUG | MUG | MNZ | MNZ | 51    | 14°  |
| 2021     | Van Amersfoort Racing                       | 10  | 8   | 5   | 19  | 9   | 8   | Rit | 31  | 7   | 9   | 11  | 13  | 10  | 14  | 3   | 7   | Rit | 12  | Rit | 12  | 51    | 14°  |
| 2022     | ART Grand Prix (1-12) MP Motorsport (13-20) | MNZ | MNZ | IMO | IMO | MON | MON | LEC | LEC | ZAN | ZAN | HUN | HUN | SPA | SPA | RBR | RBR | CAT | CAT | MUG | MUG | 69    | 10°  |
| 2022     | ART Grand Prix (1-12) MP Motorsport (13-20) | 7   | 6   | 2   | 21  | 7   | 7   | 7   | 7   | 5   | 12  | 12  | 14  | 13  | 10  | 10  | Rit | 25  | 29  | 17  | 12  | 69    | 10°  |

### Risultati in Eurocup-3
(legenda) (Le gare in grassetto indicano la pole position) (Le gare in corsivo indicano Gpv)
| Stagione | Team          | 1   | 2   | 3   | 4   | 5   | 6   | 7   | 8   | 9   | 10  | 11  | 12  | 13  | 14  | 15  | 16  | Punti | Pos. |
| -------- | ------------- | --- | --- | --- | --- | --- | --- | --- | --- | --- | --- | --- | --- | --- | --- | --- | --- | ----- | ---- |
| 2023     | MP Motorsport | SPA | SPA | ARA | ARA | MNZ | MNZ | ZAN | ZAN | JER | JER | EST | EST | CRT | CRT | CAT | CAT | 243   | 2°   |
| 2023     | MP Motorsport | 4   | 1   | WD  | WD  | 1   | 1   | 10  | 2   | 8   | 4   | 3   | 1   | 3   | 1   | 3   | 4   | 243   | 2°   |

### Risultati Formula Regional Middle East
(legenda) (Le gare in grassetto indicano la pole position) (Le gare in corsivo indicano Gpv)
| Stagione | Squadra                     | 1   | 2   | 3   | 4   | 5   | 6   | 7   | 8   | 9   | 10  | 11  | 12  | 13  | 14  | 15  | Punti | Pos. |
| -------- | --------------------------- | --- | --- | --- | --- | --- | --- | --- | --- | --- | --- | --- | --- | --- | --- | --- | ----- | ---- |
| 2023     | Hyderabad Blackbirds con MP | DUB | DUB | DUB | KMT | KMT | KMT | KMT | KMT | KMT | DUB | DUB | DUB | ABU | ABU | ABU | 107   | 5º   |
| 2023     | Hyderabad Blackbirds con MP | 12  | 13  | 1   | Rit | 14  | 13  | 3   | 4   | 10  | 6   | 4   | 6   | 1   | 11  | 18  | 107   | 5º   |
| 2024     | Pinnacle Motorsport         | ABU | ABU | ABU | ABU | ABU | ABU | DUB | DUB | DUB | ABU | ABU | ABU | ABU | ABU | ABU | 112   | 5º   |
| 2024     | Pinnacle Motorsport         | 6   | 7   | 5   | 3   | 3   | 26  | 3   | 6   | Rit | NC  | 11  | 4   | 7   | 7   | 5   | 112   | 5º   |

### Risultati in Formula 3
(legenda) (Le gare in grassetto indicano la pole position) (Le gare in corsivo indicano Gpv)
| Stagione | Team          | 1   | 2   | 3   | 4   | 5   | 6   | 7   | 8   | 9   | 10  | 11  | 12  | 13  | 14  | 15  | 16  | 17  | 18  | 19  | 20  | Punti | Pos. |
| -------- | ------------- | --- | --- | --- | --- | --- | --- | --- | --- | --- | --- | --- | --- | --- | --- | --- | --- | --- | --- | --- | --- | ----- | ---- |
| 2023     | MP Motorsport | BHR | BHR | MEL | MEL | MON | MON | CAT | CAT | RBR | RBR | SIL | SIL | HUN | HUN | SPA | SPA | MNZ | MNZ |     |     | 29    | 17º  |
| 2023     | MP Motorsport | 15  | Rit | SQ  | Rit | Rit | 18  | 7   | 6   | 12  | 24  | 29  | 12  | 22  | 10  | 16  | 13  | 3   | 6   |     |     | 29    | 17º  |
| 2024     | Campos Racing | SAK | SAK | MEL | MEL | IMO | IMO | MON | MON | CAT | CAT | RBR | RBR | SIL | SIL | HUN | HUN | SPA | SPA | MNZ | MNZ | 45    | 15º  |
| 2024     | Campos Racing | 8   | 29  | 4   | 7   | Rit | 9   | 6   | 7   | 1   | 14  | 22  | 18  | 16  | 20  | 18  | 10  | 28  | Rit | 7   | Rit | 45    | 15º  |
| 2025     | Campos Racing | AUS | AUS | SAK | SAK | IMO | IMO | MON | MON | CAT | CAT | RBR | RBR | SIL | SIL | SPA | SPA | HUN | HUN | MNZ | MNZ | 85*   |      |
| 2025     | Campos Racing | 12  | 17  | 15  | 8   | Rit | 5   | 8   | 3   | 7   | 22  | 5   | 3   | 3   | 1   | 14  | C   |     |     |     |     | 85*   |      |

### Risultati Gran Premio di Macao
| Anno | Team          | Auto         | Qualifica | Gara |
| ---- | ------------- | ------------ | --------- | ---- |
| 2023 | MP Motorsport | Dallara F319 | 6°        | 4°   |